# Хуго IV фон Тауферс
Хуго IV фон Тауферс (на немски: Hugo IV, Herr von Taufers; † 29 март 1248) е господар на замък Тауферс в Кампо Турес, Южен Тирол, Италия.

## Произход
Той е син на Хайнрих фон Тауферс († пр. 1184) и Матилда фон Хоенбург († сл. 1224), дъщеря на Рихер V фон Хоенбург († ок. 1163) и Матилда фон Пайлщайн († 1175), която е роднина на император (1133) Лотар III Суплинбург, внучка на граф Фридрих II фон Тенглинг († 1120), дъщеря на граф Конрад I фон Пайлщайн († 1168) и Адела фон Орламюнде († 1155). Внук е на Хуго II фон Тауферс († 1160) и Аделхайд. Правнук е на Хуго I фон Тауферс († сл. 1145). Баща му Хайнрих е брат на Хуго III фон Тауферс († 1206/1216), който е баща на Хайнрих фон Тауферс († 1239), епископ на Бриксен (1224 – 1239).
Около 1309/1315 г. голяма част от господството Тауферс отива на графовете на Тирол. Господарите фон Тауферс измират през 1336 г.

## Фамилия
Хуго IV фон Тауферс се жени пр. 1212 г. за Аделхайд фон Епан († между 3 септември 1263 и 18 септември 1264), дъщеря на граф Улрих фон Епан († сл. 1232). Те имат двама сина, които продължават рода:
- Хуго V фон Тауферс († 1256/1261), женен I. за Мария фон Мач, II. пр. 10 август 1240 г. за Сопрана да Камино († 1291), бездетен
- Улрих II фон Тауферс († между 8 февруари и 7 юни 1293), женен пр. 18 септември 1264 г. за графиня Евфемия фон Хойнбург († 14 юни 1316), дъщеря на граф Вилхелм IV фон Малта и Лаас († 1250) (роднина на византийската императрица Берта фон Зулцбах); има 7 деца